# 2023년 대한민국 유령 아동 전수조사
2023년 대한민국 유령 아동 전수조사는 2023년 6월 28일부터 대한민국에서 전국적으로 출생신고가 되지 않은 사례를 전수조사한 것이다.

## 개요
- 감사원이 보건복지부 정기 감사에서 2015년부터 태어난 국내 출생아 중 2,000여 명이 출생신고가 되지 않은 것으로 조사되었다.[1][2]

### 원인
- 수사의 단서는 보건복지부에 대한 감사원 감사 과정에서 나타났다.[3] 감사원은 출산 기록은 있으나 출생 신고는 되지 않은 사례가 있다는 사실을 파악해 보건복지부에 통보했다. 이후 복지부는 이 같은 내용을 수원시로 전달했고, 수원시는 친모가 아이들을 출산한 뒤 1차 예방접종까지 했지만 출생신고는 하지 않았다는 점을 확인했다.

## 수사
수원에서 사망한 아기는 2018년 태어난 여자 아이와 2019년 출생한 남자 아이로 밝혀졌다.
경찰은 나머지 경기도 화성시, 인천광역시, 경상남도 등의‘출생 미신고’관련하여 수사중이다.
2023년 6월 23일 수원에서 친모가 구속되었다.
2023년 6월 28일 구속된 친모가 해당 언론사에 편지를 보냈다.
경상남도 거제시에서도 갓 태어난 영아가 부모에 의해 살해된 일이 밝혀졌다.
2023년 7월 2일 대전광역시에서 20대 여성이 낳은 남자아이를 홀로 살던 빌라에 사흘간 방치해 숨지게 한  아동학대 범죄의 처벌 등에 관한 특례법 위반(아동학대치사) 혐의로 체포되었다.
수원의 한 병원에서 두 차례 출산한 아이를 살해하여 그 시신을 냉장고 냉동실에 넣어 보관한 사건이다.
2023년 6월 21일 경기남부경찰청 여성청소년과는 영아살해 혐의로 친모를 긴급체포했다.
경기도 화성시에서도 "출생 미신고" 영아의 소재 파악이 안 되고 있어 경찰이 수사중이다.
 경찰이 영야 유기한 친부를 피의자로 입건했다.
경찰은 울산광역시에서도 조사를 해봤지만 영아 사망사건의 단서를 찾지 못했다.
2023년 7월 3일 인천광역시에서 출생 미신고 아동 8명에 대해 수사에 들어갔다.
2023년 7월 4일 경찰은 출생 미신고 아동 20명의 소재를 확인했고 178명은 여전히 소재 파악 중이다. 11명은 사망한 것으로 확인되었다
2023년 7월 5일 경찰은 접수된 출생 미신고 아동 가운데 15명은 사망한 것으로 확인되었다.
2023년 7월 6일 오전 9시 기준 출생신고 미등록 아동 수사의뢰가 총 17건이 광주광역시경찰청에 접수되었다.
2023년 7월 7일 광주광역시에서 친모가 영아 살해 후 유기로 긴급체포되었다.
출산기록은 있지만 2023년 7월 6일 기준으로 미신고 영아가 600건이 육박했고 사망 확인된 아이가 23명으로 파악되었다.행정기관에 신고되지 않은 영아 2,236명 소재 파악했다.
2023년 7월 12일 광주에서 태어난지 이틀 된 아들을 야산에 산 채로 묻은 혐의로 친모가 검거되었다.
그리고 수사당국은 야산에 묻힌 아기의 시신발굴 조사에 착수하면서 아직도 찾고있다.
2023년 7월 13일 생후 일주일 된 딸을 텃밭에 암매장해 숨지게 한 혐의를 받는 40대 친모가 검찰에 구속송치되었다.

## 기타
- 보건복지부는 2023년 6월 22일 오후 5시 정부서울청사에서 이기일 제1차관 주재로 긴급 브리핑을 열고 수원 영아살해 사건과 같은 출생신고 누락 사례에 대한 아동학대 실태조사 등 후속대책을 기자회견에서 밝힐 예정이다.[29]

- 보건복지부 1차관이 질병관리청으로부터 출생신고가 되지 않은 아동의 '임시신생아번호'를 받을 수 있도록 법률 개정을 추진하겠다고 브리핑을 했다.또 병원 밖 출산 사례는 연간 100건~200건 정도로 추정하고 있다고 설명했다.[30] 관계 기관과 함께 출생신고가 되지 않은 채 의료기관에서 발급한 임시 신생아 번호만 있는 아동을 전수조사하겠다고 발표했다.[31]

- 해당 사건을 계기로 출생 신고가 안 된 영아들이 드러나는 가운데 온라인상에서 불법 입양 시도 또는 불법 거래가 이뤄지는 것으로 나타났다.[32][33][34][35]

- 출생 미신고한 영아 2명이 더 있는 것으로 확인되었다.[36]

- 국회에서도 13년 동안 영아살해죄 형량법 개정이 필요하다는 지적이 이어졌지만 제대로 논의되지 않은 것으로 확인되었다.[37]

- 경찰은 2023년 6월 26일 기준 전국으로 출생 미등록 영유아, 총 11건에 대해 수사 중이다.[38]

- 2023년 7월 7일 경찰은 미신고 영아 780건 수사중 사망 확인된 영아는 27명, 소재 확인 중인 영아는 677명으로 확인되었다.[39]

- 2023년 7월 10일 경찰은 미신고 영아 939건 수사중 사망 확인된 영아는 34명, 소재 확인 중인 영아는 782명으로 확인되었다.[40]

- 2023년 7월 13일 영아 살해·유기범을 일반 살인·유기죄로 처벌하는 내용의 형법 개정안이 국회 법제사법위원회 법안심사소위를 통과했다.[41]

- 2023년 7월 18일 출생 미신고 영아 2,123명을 전수조사한 결과 사망 확인 된 영아는 249명, 생존 확인된 영아는 1025명, 소재 확인중인 영아는 814명으로 확인되었다.[42]

- 영아 살해 유기범도 일반 살인 유기범처럼 최대 사형에 처하도록 처벌을 강화하는 내용의 형법 개정안이 국회에서 통과되었다.[43]

## 같이 보기
- 대한민국 감사원
- 대한민국 보건복지부
- 부산 영아 투기 살인사건